# جون فرينك
جون فرينك (بالإنجليزية: John Frink)‏ هو مخرج منفذ ومنتج تلفزيوني وكاتب سيناريو أمريكي، ولد في 5 مايو 1964 في وايتسبورو في الولايات المتحدة.

## وصلات خارجية
- جون فرينك على موقع IMDb (الإنجليزية)
- جون فرينك على موقع قاعدة بيانات الفيلم (الإنجليزية)